# Hovan
 (mai 2017).
Hovan (persan : هوان romanisé en Hovān) est un village dans la province de Kerman en Iran. Lors du recensement de 2006, son existence a été notée, mais sa population n'a pas été signalée.